# Bhajana

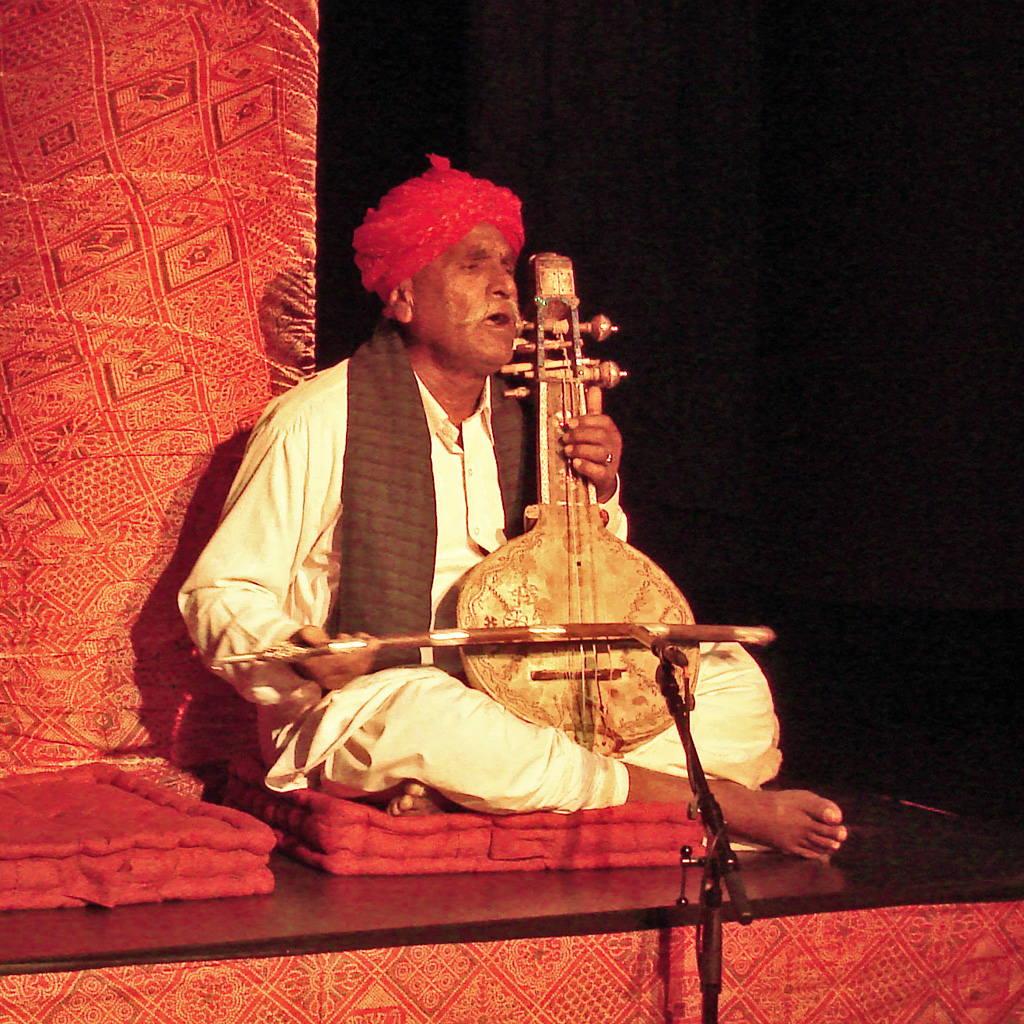
Musicista dell'ensemble di canto devozionale bhajan Mahesa Ram

Il bhajana (in sanscrito भजन) è un particolare tipo di canto devozionale della tradizione Induista, caratterizzato da una notevole semplicità di esecuzione ed eseguito abitualmente nei templi e nelle case dei fedeli induisti. Il bhajana è utilizzato sia da fedeli induisti che da cristiani e musulmani è diffuso particolarmente nel Nord dell'India e nel Nepal, e costituisce per gli induisti una parte importante del rituale della pūjā, l'adorazione delle murti (rappresentazioni fisiche come immagini, statue, ecc. di forme o aspetti di Dio).

## Origine del termine
Il termine sanscrito bhajana, dalla radice  bhaj ("prendere parte", "condividere"), è strettamente legato al termine bhakti ("devozione"), e a bhagavan, ("Dio"). Il canto devozionale rappresenta presso tutte le religioni uno strumento della disciplina spirituale, in grado di connettere mente e cuore. Questo spiega la ragione per cui i bhajana sono profondamente radicati nella tradizione dell'India. I bhajana sono canti, alle volte semplici, altre estremamente complessi (il sistema ritmico-melodico orientale è estremamente più articolato di quello occidentale), comunque espressi in un linguaggio pieno di devozione (bhakti) e sentimento di amore e resa/abbandono verso Dio.

## Caratteristiche

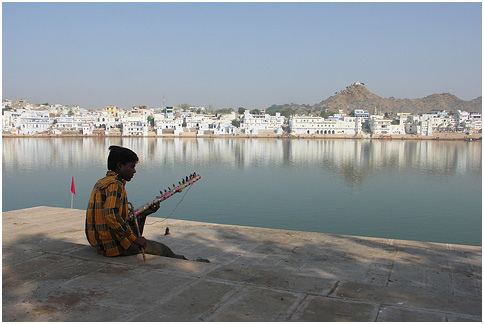
Musicista bhajan in India

La grande diffusione della pratica dei bhajan si basa sul fatto che essi sono considerati una perfetta combinazione di tre elementi:
- Sentimento (Bhava);
- Melodia (Raga);
- Ritmo (Tala).

Questi tre aspetti rappresentano il coinvolgimento e l'armonizzazione, attraverso il canto dei bhajan, delle tre qualità, o Guṇa: Sattva, Rajas e Tamas.
Le basi dei bhajan si fondano sugli inni del Sama Veda, la terza delle Scritture Vediche. 
Vengono eseguiti da gruppi di devoti, con un cantante principale e secondo uno schema responsoriale: Il solista intona una riga del bhajan, gli altri partecipanti la ripetono subito dopo; questo in termini simbolici rappresenta Dio che guida l'umanità, ed essa che risponde immediatamente al suo richiamo. La semplice melodia, la ripetizione delle parole (i nomi dei vari aspetti di Dio a cui il canto è indirizzato) inducono ad uno spontaneo senso di coinvolgimento e familiarità.
Un'altra forma di canto devozionale indiano è il kirtan o canzone della tradizione Heridas, in cui il testo (di norma molto breve) viene ripetuto all'unisono da tutto il coro, per un numero indeterminato di volte, ad intensità sempre crescente.
I testi consistono principalmente nella ripetizione dei tanti nomi di Dio (Namasmarana), nella descrizione della sua gloria e delle sue infinite forme, ma trovano spazio anche aneddoti o episodi tratti dalla mitologia induista, nonché prediche di famosi santi e mistici. Questi testi possono talora risultare molto complessi, specie quando sono di tipo discorsivo, mentre nella maggioranza dei casi sono strutturati in modo abbastanza semplice; infatti anche un semplice mantra, cantato ripetutamente su diverse scale melodiche, può divenire il testo di un bhajan o un kirtan di durata anche molto lunga.
Secondo la popolare interpretazione di Caitanya Mahaprabhu, il sankirtanam (il canto dei Nomi di Dio) è considerato - insieme al seva (servizio altruistico devozionale) - il metodo più semplice, veloce ed efficace per ottenere la liberazione (Moksha) durante il Kali Yuga, l'era attuale.
Il canto è normalmente accompagnato da strumenti quali cembali (karatalas), tablas, harmonium, e vari tipi di strumenti a percussione (ganjira, naal, dholak, mrdanga, ecc.).

## Storia
I compositori più famosi sono i "poeti santi" Mīrābāī e Kabīr (XV secolo), Purandara dasa, Guru Nākak Tulsidas e Surdās XVI secolo), Narottama das Takhura (XVII secolo): i loro bhajan sono considerati classici.
La maggior parte dei bhajan "classici" derivano dalle storie del Bhāgavata Purāṇa
Nella tradizione bhajan diversi cantanti nel corso dei secoli sono stati addestrati, tra cui Nirguni, Gorakhanathi, Vallabhapanthi, Ashtachhap, Madhura-bhakti, M.S. Subulaksmhi.
Intorno ai primi anni del XX secolo a Madras nasce un vero e proprio "movimento del bhajan" o "culto del bhajan", incentrato sull'esecuzione di grandi sessioni pubbliche di bhajan e finalizzato a una visione ecumenica e aperta a tutti (prescindendo quindi dalla divisione in caste). Allo stesso modo, compositori contemporanei come Pt.V.D. Paluskas e Pt. V.N. Bhathande hanno cercato di mescolare Raga Sangeet (la musica classica indiana - sempre stata esclusivo dominio di una élite) con i bhajan, consentendo, in questo modo, ad un sempre maggior numero di persone l'accesso alla tradizione Raga.
Verso la metà del XX secolo, Sathya Sai Baba di Puttaparthi ha vivificato la tradizione bhajan in India e, attraverso l'Organizzazione e i Centri Sathya Sai, ha contribuito a livello mondiale alla diffusione di questo genere musicale.
I bhajan sono a oggi probabilmente la forma di musica indiana religiosa più diffusa e popolare.